# Georg Wachsmuth
Johann Georg Wachsmuth (* 28. November 1816 in Bad Sooden-Allendorf; † 5. September 1887 ebenda) war ein deutscher Salzsieder und Bürgermeister sowie Mitglied der kurhessischen Ständeversammlung.

## Leben
Georg Wachsmuth wurde als Sohn des Salzsieders Johann Christian Wachsmuth und dessen Ehefrau Martha Elisabeth Wachsmuth geboren. Er übernahm den väterlichen Betrieb, war in seinem Heimatort als Siedemeister tätig und übte das Amt des Bürgermeisters aus. In dieser Funktion erhielt er in den Jahren von 1858 bis 1861 und 1862 bis 1866 ein Mandat für die kurhessische Ständeversammlung, gewählt für den Wahlkreis Hünfeld.
Das Parlament wurde nach den Unruhen im Jahre 1830 zum Zweck der Beratung und Verabschiedung einer Verfassung gebildet und hatte bis 1866 Bestand, als das Land Hessen durch Preußen annektiert wurde.